# Pau Poch Álvarez
Pau Poch Álvarez (El Masnou, 23 de març de 1993) és un actor català de cinema, teatre i televisió.
Nascut a Barcelona, però criat al Masnou. Interessat pel teatre des de la infantesa, va actuar per primera vegada als onze anys a l'obra Forasters de Sergi Belbel al Teatre Nacional de Catalunya, i encara sent un nen al Teatre Lliure a Bales i ombres. Després ha participat en sèries com Abuela de verano, La Via Augusta o La Mari 2 i les pel·lícules REC 2, Fènix 11·23, 15 años y un día i Les veus del Pamano. El 2015 va interpretar l'adolescent agorafòbic Ivan Blasco a la sèrie Merlí, de TV3. El mateix any va debutar com a director amb el documental A tu què et sembla?, que aborda el cas de la pèrdua d'un ull d'Ester Quintana a mans de la policia durant la vaga general del 14 de novembre de 2012.
A més del seu treball en cinema i televisió també ha participat en diverses obres teatrals, com Bales i ombres (2006) i Forasters (2004) .

## Filmografia

### Cine
| Any  | Títol                                       | Personatge        | Notes                       |
| ---- | ------------------------------------------- | ----------------- | --------------------------- |
| 2004 | La mala educación                           | Nen               |                             |
| 2005 | La guerra                                   | Nen               | Curtmetratge                |
| 2005 | Películas para no dormir: Cuento de navidad | Tito              | Pel·lícula per la televisió |
| 2006 | Happy Birthday to You                       | Marcos Ferrer     | Curtmetratge                |
| 2007 | Y que cumplas muchos más                    |                   | Curtmetratge                |
| 2007 | El niño que vio a Dios                      |                   | Curtmetratge                |
| 2008 | Eskalofrío                                  | Tito              | Como "Pau Pouch"            |
| 2008 | Sing for Darfur                             |                   |                             |
| 2009 | Recuerdos a Wifly                           | Wifly nen         | Curtmetratge                |
| 2009 | REC 2                                       | Tito              |                             |
| 2010 | La sombra del pasado                        | Tomas nen         | Curtmetratge                |
| 2011 | Mil cretins                                 | Guillem Tell jove |                             |
| 2012 | Fènix 11·23                                 | Àdam              |                             |
| 2013 | 15 años y un día                            | Nelson            |                             |

Televisió
| Any       | Títol                    | Personatge  | Notes                  |
| --------- | ------------------------ | ----------- | ---------------------- |
| 2005      | Abuela de verano         | Gustavo     | 13 capítols            |
| 2007      | La Via Augusta           | Adrià       | 12 capítols            |
| 2009      | La Mari 2                | Dani        | 2 capítols             |
| 2009      | Les veus del Pamano      | Ventureta   | Mini sèrie, 2 episodis |
| 2013      | Olor de colònia          | Sidret gran | Mini sèrie, 2 episodis |
| 2013      | Kubala, Moreno i Manchón | Óscar       | 1 episodi              |
| 2013      | La Riera                 | Cesc        | 1 episodi              |
| 2015-2016 | Merlí                    | Iván Blasco | 26 episodis            |